# Sankt Nikolaus
Sankt Nikolaus (eller Sankt Nikolaj m.m.) (født ca. 280 - død ca. 345) var biskop i Myra (i dag den lille by Demre, frem til 2005 Kale) i dagens tyrkiske provins Antalya, dengang Lykien i Lilleasien. Historisk ved man ikke andet sikkert om hans liv, end at han var biskop i Myra; men fra det 6. århundrede blev hans grav et søgt valfartssted. Hans rester blev i det 9. århundrede bragt til Vesteuropa af pave Nikolaus 1.
Nikolaus er skytshelgen for Rusland, Grækenland og Sicilien og for flere erhvervsgrupper som skippere, fiskere, bagere, apotekere og jurister, men dog især for børn. Hans navn hører til de populæreste dåbsnavne i den kristne verden (Nikolaj, Niels, Claus og Klaus med flere).
Over 2.000 kirker blevet indviet til ham og bærer hans navn, alene 400 i England. Mange kirker i Danmark er opkaldt efter ham (se Sankt Nikolaj Kirke). En middelalderkirke under opførelse på Middelaldercentret ved Nykøbing Falster vil blive viet til denne helgen. Pga. hans tilknytning til søfolk er især kirker i havnebyer viet til Sankt Nikolaus.

## De tre piger uden medgift
Hans dødsdag fejres den 6. december, hvor der i flere lande er tradition for at give børn gaver i al hemmelighed. Denne skik sættes i forbindelse med legenden om, hvordan han anonymt skaffede tre fattige piger medgift, så de kunne gifte sig og undgå at blive solgt til prostitution.
De tre jomfruer i Patara stod uden medgift, fordi deres far havde mistet sin formue. I desperation ville han sælge dem til et bordel. Da Nikolaus hørte om det, kom han i hemmelighed til huset om natten og smed en pung med guld ind gennem vinduet. Det var nok til medgift for den ældste af pigerne. Biskoppen gentog sin natlige aktion to gange og frelste dermed alle tre søstre fra bordellet. Andre varianter af historien er, at han smed tre punge ind samme gang; eller at han gjorde det tre nætter på rad; eller at han kom med en sæk natten, før en af døtrene nåede den giftefærdige alder. Tredje gang ville deres far finde ud af, hvem velgøreren var, og lagde sig på lur, genkendte biskoppen og ville takke ham, men Nikolaus bød ham at takke Gud i stedet for. I en anden version fik Nikolaus at vide, at manden lå på lur, så han smed den sidste pung ned gennem skorstenen i stedet for ind gennem vinduet. Der kendes også en variant, hvor den tredje datter havde vasket sine strømper samme aften og hængt dem til tørre, og at pungen faldt ned i den ene strømpe. I en meget gammel udgave af legenden er der kun to søstre, og Nikolaus stjal pengene fra sine forældre for at hjælpe pigerne, som en senere legende fortæller om Frans af Assisi.

## Julemanden
Mest udbredt af alle Nikolaus-traditioner er uden tvivl dem med julemanden. Som led i den tradition indgår ofte i folkloren en ledsager, der straffer uartige børn. Sådan en ledsager kan være Krampus eller Belsnickel.
Sankt Nikolaus dyrkes i dag især i ortodokse og katolske lande. I Holland er Nikolaus' dag (han kaldes her for Sinterklaas) en lige så stor festlighed som juleaften for både unge og gamle. 
Fejringen af Sinterklaas tog de hollandske immigranter med til deres amerikanske koloni New Amsterdam (nu Manhattan), og således blev Sinterklaas til Santa Claus.
Ligeledes fejres dagen i Belgien, hvor børnene får gaver, både i den vallonske og den flamske del af landet (Saint-Nicolas på fransk, Sinterklaas på flamsk). 

## Jordiske rester
Allerede i oldtiden var Myra en blomstrende by. Byens hovedhelgen var Nikolaus, og fra hans grav flød en væske af overjordisk duft. Kirken Agios Nikolaos lå nemlig på gammel havbund omkring 3 km fra Myra; og gennem sarkofagens kalksten trængte grundvandet op. Der gik rygter om denne myroblyt (= myrrasvedende helgen) og fænomenet tiltrak sig store mængder af pilegrimme. Men i slutningen af 1000-tallet raserede de muslimske seldsjukker Myra, og kun nogle få munke var tilbage i klosteret ved helgenens grav. Mange grækere var flygtet til Bari, og i foråret 1087 skal en sørøver derfra være taget til Myra sammen med 62 sømænd. Der stjal de Nikolaus' relikvier fra sarkofagen, foran næsen på deres retmæssige græske vogtere og deres muslimske herrer; lagde dem i et skrin og bragte det til Bari, hvor normannerne dengang regerede. Tyrkiske arkæologer mente i 2017 at have fundet Nikolaus' sarkofag i krypten i Demre.
Relikvierne ankom Bari 9. maj 1087, hvor de under stor højtidelighed blev ført til kirken San Stefano, hvor de blev opbevaret de næste to år. Den kommende pave Urban 2. (1088-99) var til stede. Man var straks begyndt at rejse en ny stor kirke i Bari til Nikolaus' ære, Basilica San Nicola. I 1089 kom pave Urban tilbage til Bari for at overføre relikvierne af Sankt Eustacius til byens katedral; og da krypten til den nye basilika stod færdig, indviede han 29. september 1089 også krypten, så Nikolas' skrin kunne overføres dertil, hvor man også finder dem i dag.
En anden version af legenden forlyder, at der kom tre skibe fra Bari sejlende forbi Myra på hjemvej fra Antiokia. Fuldt bevæbnet gik italienerne, deriblandt to præster, op til klosteret. Her bad de først til helgenen, og de fire munke hældte velvilligt vand fra graven på en lille flaske til de fremmede. Men snart sagde italienerne, at de var udsendt af paven i Rom for at hente det hellige legeme. For det ville de betale 100 guldstykker fra hvert skib. Munkene protesterede forfærdet, men blev jaget ud og holdt fast udenfor kirken, mens de to præster og et par sømænd gik i gang. Sømanden Matteus knuste det flisebelagte gulv med en jernkølle, og under et lag murbrokker kom en hvid stenkiste til syne. Matteo slog låget itu, og ud strømmede angiveligt den herligste duft. Sømanden ragede knoglerne frem og fik dem op, idet han kyssede dem én for én og "fromt tilbad dem". Hovedet manglede dog, så Matteus sprang resolut ned i den våde masse og rodede rundt, til han kom gennemblødt op igen, medbringende helgenens hoved. Indsvøbt i præsten Grimoalds kjortel blev knoglerne båret ned til skibene under salmesang. Italienerne prøvede også at røve et alterbillede med, men det sad for fast, så "det var Skt. Nikolaus' vilje, at hans sognebørn skulle beholde noget." Mange af disse stimlede sammen på stranden i forfærdelse, mens italienerne skændtes om, hvilket skib der skulle have relikvierne ombord; de var nu anbragt i en lille tønde. Matteus fik så den ære, at hans skib fik helligdommen om bord. Ud for Rhodos blæste en slem modvind op. Til sidst kom italienerne i tvivl om det nu virkelig var, de havde fået om bord. En mand foreslog, at hver mand skulle aflægge ed på, at de ikke havde forsynet sig af knoglerne. Der blev uro i flokken; så kom en nølende frem med en tand, mens en anden fandt en knogle frem, og så fremdeles. Straks slog vinden om i rigtig regning, og efter 20 dages sejlads kom de trygt i havn. Der stiftede søfolkene straks et broderskab, og forlangte helgenen stedt til hvile i en kirke nede ved havnen. Ærkebispen Urso ville derimod opbevare relikvierne i domkirken til indtægt for kirken. Indtil videre blev de deponeret i Benediktinerklosteret. Søfolkene stimlede sammen udenfor, og det endte med tumulter og slagsmål mellem dem og biskoppens væbnede mænd. Så blev skrinet smuglet ud af en bagdør og op i en oksekærre, men al den palaver fik okserne til at løbe løbsk. Der hvor de omsider standsede, blev kirken San Nicola rejst. Her blev sømændene og deres koner tildelt særlige pladser; de blev sikret gravplads lige udenfor kirken, og andel i pilegrimmenes gaver. Fra Bari bredte Nikolaus' ry sig over hele Europa, især i havnebyerne, hvor søfolkene holdt til.
Nikolaus' ansigt blev rekonstrueret i Liverpool i 2014. Hans næse har været skæv efter at være brækket.